# امیلی بییر
امیلی جردن بییر (به انگلیسی: Emily Jordan Bear) (متولد ۳۰ اوت ۲۰۰۱) آهنگساز، پیانیست، ترانه‌سرا و خواننده آمریکایی است. پس از شروع نواختن پیانو و آهنگسازی از کودکی، بییر در سن ۵ سالگی اولین بازی حرفه ای خود را در جشنواره راوینیا انجام داد، جوانترین مجری که تاکنون در آنجا بازی کرده‌است. او از یک سری حضورها در نمایش الن دی جنرس از شش سالگی مورد توجه بیشتری قرار گرفت. او از آن زمان آهنگسازی و کارهای دیگر خود را با ارکسترها و گروه‌های موسیقی در آمریکای شمالی، اروپا و آسیا انجام داده‌است، از جمله حضور در کارنگی هال، هالیوود باول پ، جشنواره جاز مونترو و جاز اوپن اشتوتگارت. او برنده دو جایزه آهنگساز جوان مورتون گولد شده و جوانترین فردی است که برنده این جایزه شده‌است. وی همچنین برنده دو جایزه آهنگساز جوان جاز Herb Alpert شده‌است.

## حرفه
در سال ۲۰۱۰، بیر در ۹ سالگی برای اولین بار در کارنگی هال ظاهر شد و قطعه خودش را برای ارکستر و گروه کر، «صلح: ما آینده هستیم» بازی کرد. در همان سال، او در نمایش تلویزیونی Dancing with the Stars بازی کرد.

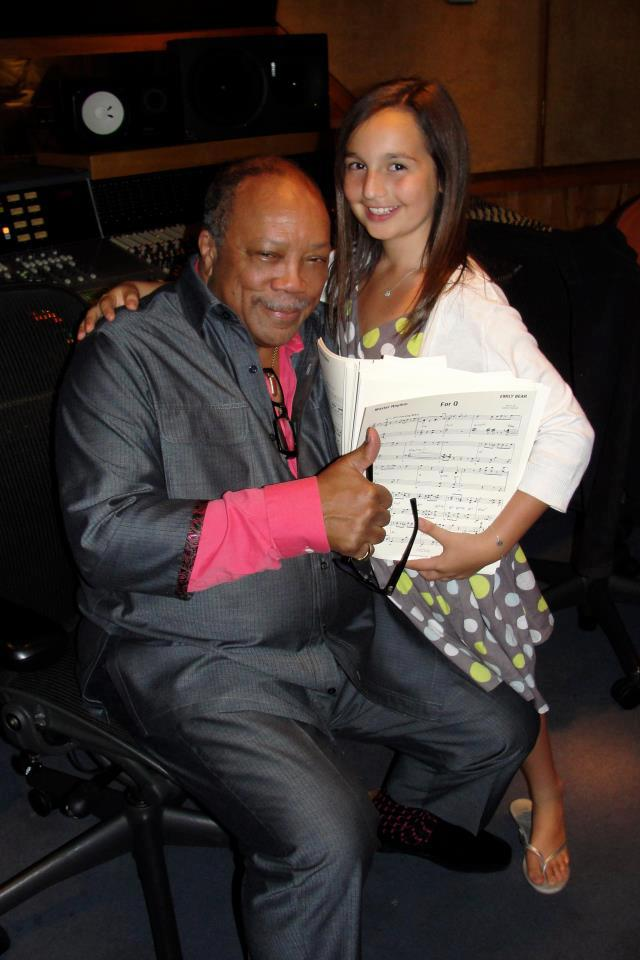
امیی بییز با مربی خود، کوینسی جونز